# Polypharmazie
Unter Polypharmazie, auch Multimedikation, Polymedikation oder Polypharmakotherapie, wird die gleichzeitige Anwendung bzw. Verordnung verschiedener Arzneimittel gegen mehrere Erkrankungen verstanden. Dabei wird unter Multimedikation der gleichzeitige Gebrauch mehrerer Arzneimittel bzw. die gleichzeitige und kontinuierliche Gabe von fünf oder mehr Wirkstoffen verstanden, wobei dies aber nicht einheitlich definiert ist. Nach einer systematischen Übersicht der wissenschaftlichen Literatur wurden in den 110 ausgewerteten Publikationen nicht weniger als 138 Definitionen für Polypharmazie gefunden. 2017 hat die Weltgesundheitsorganisation (WHO) Polypharmazie als den „gleichzeitigen und regelmäßigen Gebrauch von vier oder mehr rezeptfreien, rezeptpflichtigen oder traditionellen Arzneimitteln“ definiert.

## Häufigkeit
Polypharmazie ist ein sehr häufiges Phänomen, dem aber erst in jüngster Zeit vermehrt Beachtung geschenkt wird. Wenn auch die Multimedikation in höherem Lebensalter, bedingt durch die oft vorliegende Ko- bzw. Multimorbidität, besonders oft beobachtet werden kann, liegt eine problematische Multimedikation häufig auch bei psychiatrischen Krankheitsbildern und auch schon bei Kindern und Jugendlichen vor.
Die Häufigkeit von Polypharmazie nimmt weltweit zu, selbst in den Schwellen- und Entwicklungsländern. Dies liegt einerseits an der steigenden Lebenserwartung und andererseits an der steigenden Anzahl von Menschen, die Zugang zu Arzneimitteln haben. In den Industrieländern liegt die Prävalenz von Multimedikation zwischen 25 und 80 %, je nach verwendeter Definition, untersuchter Region und Gesundheitsbereich. Nach einer bevölkerungsbasierten Erhebung aus den Jahren 2008–2011 betrug die Rate an Multimedikation (Definition ≥5 Medikamente) in Deutschland bei erwachsenen Frauen 13,6 % und bei Männern 9,9 %. 71,8 % der eingenommenen Präparate wurden vom Arzt verordnet, 27,7 % kamen über den Weg der Selbstmedikation. Eine besondere Problemgruppe stellen dabei ältere Menschen in Pflegeheimen dar. Nach einer Querschnittserhebung an österreichischen Pflegeeinrichtungen aus dem Jahr 2013 betrug die durchschnittlich eingenommene Arzneimittelanzahl bei den Bewohnern 9 Arzneimittel, wobei sich bei 72,4 % mindestens ein potentiell inadäquates Arzneimittel (PIM) fand.
In einer 2021 publizierten Studie wurde anhand von 328 Probanden im Alter von 60 Jahren oder älter der Zusammenhang der Anzahl verwendeter Medikamente mit Ernährungsmustern untersucht. Eine vegane Ernährung war dabei mit der Einnahme von 58 % weniger Präparaten assoziiert als bei Teilnehmern, die einer omnivoren Ernährung folgten. Ein weiterer statistisch signifikanter Faktor war der BMI.

## Probleme
Polypharmazie ist mit einer Vielzahl von arzneimittelbezogenen Problemen assoziiert. Hierunter zählen unerwünschte Ereignisse wie Stürze oder Blutungen, vermeidbare Untersuchungen und Behandlungen, Adhärenzprobleme, ungeplante Krankenhausaufnahmen und Todesfälle. Dabei scheint eine lineare Beziehung zwischen der Anzahl der eingenommenen Medikamente und der Häufigkeit von arzneimittelbezogenen Problemen zu bestehen. Paradoxerweise geht Multimedikation auch häufig mit einer Unterbehandlung (engl. Undertreatment) einher, also dem Vorenthalten wichtiger Therapien.
Obwohl heute zahlreiche Werkzeuge zur Optimierung der Pharmakotherapie mit dem Ziel einer Verbesserung der Arzneimitteltherapiesicherheit zur Verfügung stehen, gelingt es trotzdem meist nicht, bei multimorbiden Patienten nicht mehr erforderliche Medikamente abzusetzen. Eine systematische Übersichtsarbeit aus dem Jahr 2017, die 25 Studien mit teilweise sehr komplexen Interventionen bei Multimedikation einschloss, kam zu dem Ergebnis, dass trotz einem strukturierten Vorgehens meist nur eine minimale Reduzierung der verordneten Zahl an Medikamenten erreicht werden kann (von durchschnittlich 7,4 auf 7,2 Dauerverordnungen). Darüber hinaus war kein messbarer Effekt auf klinisch relevante Endpunkte, wie Krankenhausaufnahmen oder Letalität nachweisbar. Mögliche Gründe für dieses enttäuschende Ergebnis könnten sein, dass die Interventionen überwiegend zeitlich begrenzt erfolgten, z. B. im Rahmen einer Krankenhausbehandlung, oft allein nach Aktenlage und durch Spezialisten (klinische Pharmazeuten, Geriater, Internisten) erfolgten, denen die Patienten und ihre Lebensumstände zu unbekannt waren. Weitere Erklärungen könnten sein, dass die Patienten zu wenig informiert und an den ergriffenen Maßnahmen zu wenig beteiligt wurden. Der Arzneimittelbrief bemängelt, dass in keiner der Studien zur Reduktion von Multimedikation Scheininterventionen erfolgten. Dieser Aspekt sei besonders wichtig, da bei jeder Veränderung der Medikation mit unerwünschten Reaktionen zu rechnen sei, beispielsweise durch pharmakologisch begründete Entzugssymptome und/oder eine psychologische Verunsicherung des Patienten. Ein Absetzen von Arzneimitteln könne bei Patienten oder ihren Angehörigen Befürchtungen auslösen, als hoffnungsloser Fall oder aus ökonomischen Gründen aufgegeben zu werden.
Ärzte und Patienten tun sich also offensichtlich schwer mit dem Absetzen von Medikamenten – selbst wenn genügend Evidenz für einen Nutzen vorliegt. Dies gilt nachweislich für Antihypertensiva und Antidiabetika, aber auch für Protonenpumpenhemmer oder viele Psychopharmaka. Bei vielen Arzneimitteln kommt noch als zusätzliches Hindernis hinzu, dass das Absetzen schwierig sein kann, z. B. wegen Entzugssymptomen, und ein überwachtes „Ausschleichen“ erfordert. Daher werden zunehmend spezielle „Deprescribing“-Leitlinien entwickelt. Auch die Autoren von medizinischen Leitlinien sind in der Pflicht. Diese sollten nicht nur Empfehlungen zur Intensivierung, sondern auch zur Deintensivierung von medizinischen Maßnahmen abgeben.
Prinzipiell ist eine vertrauensvolle Kooperation zwischen Patienten und den behandelnden Ärzten unabdingbar, um mögliche Probleme durch Multimedikation zu vermeiden. Die Hausarztpraxis ist dabei wahrscheinlich die Schlüsselstelle für das Medikationsmanagement. Hausärzte verordnen >85 % der rezeptpflichtigen Arzneimittel und haben den engsten und kontinuierlichsten Kontakt zu den Patienten. Allerdings gibt es für Hausärzte eine Vielzahl von Unsicherheiten. So erfolgt die Erstverordnung von Medikamenten oft ohne Rücksprache mit ihnen und durch nicht hausärztlich tätige Fachärzte und Krankenhausärzte. Das Absetzen einer solchen Anordnung durch den Hausarzt kann zu einer Vertrauenskrise mit den Patienten oder dessen Angehörigen führen. Zudem bestehen oft rechtliche Unsicherheiten, die dem Absetzen einer Facharztverordnung im Wege stehen können.
Die Optimierung der Verschreibungspraxis im Bereich Polypharmazie ist einer der Aspekte innerhalb der Umsetzung der UN-Nachhaltigkeitsziele, um neben der Gesundheitsförderung auch den Arzneimittelbedarf und damit den Umwelteintrag zu reduzieren, auch vor dem Hintergrund der mit der zunehmenden Alterung der Bevölkerung wahrscheinlich zu erwartenden Steigerung des Arzneimittelverbrauchs.

## Geschichte
Der Begriff ‚Polypharmacy‘ taucht in der englischsprachigen Fachliteratur erstmals etwa Mitte der 1950er Jahre auf. Man verstand hierunter „seitenlange ärztliche Rezepturen mit komplexen Wirkstoff-Mixturen unter Verwendung von Korrektiven, Adjuvantien und Vehikeln“. William Osler verwendete den Begriff auch schon im frühen 20. Jahrhundert. So schrieb er: „Der Kampf gegen die Polypharmazie, oder den Gebrauch einer großen Anzahl von Arzneimitteln (von denen wir wenig wissen, aber die wir in Körpern einsetzen, ohne zu verstehen wie sie funktionieren), ist noch nicht zu Ende geführt worden.“